# Зятківці (селище)
Зятківці — селище в Україні, в Гайсинській міській громаді Гайсинського району Вінницької області. Розташоване за 18 км на південний схід від міста Гайсин. У селищі знаходиться однойменна залізнична станція. Населення становить 215 осіб (станом на 1 січня 2015 року).

## Історія
7 (20) листопада 1917 року, відповідно до Третього Універсалу Української Центральної Ради, станція увійшла до складу Української Народної Республіки.
6 листопада 1919 року на станції Зятківці було підписано Зятківський договір між Українською галицькою армією та білою добровольчою армією.
Селище засноване близько 1937 року поблизу вузлової станції Зятківці, на перетині вузькоколійної лінії Вінниця — Гайворон та лінії Вапнярка — Христинівка — Цвіткове. Чимало мешканців селища були пов'язані з обслуговування залізничної станції. Пізніше вузькоколійку перекладено на широку колію.
12 червня 2020 року, відповідно до розпорядження Кабінету Міністрів України № 707-р «Про визначення адміністративних центрів та затвердження територій територіальних громад Вінницької області», селище увійшло до складу Гайсинської міської територіальної громади.
19 липня 2020 року, в результаті адміністративно-територіальної реформи та ліквідації Гайсинського району (1923—2020), селище увійшло до складу новоутвореного Гайсинського району.

## Транспорт
На станції Зятківці зупиняються приміські поїзди сполученням Вінниця — Гайворон (з 14 грудня 2015 року відновлено сполучення з Вінницею) та Вапнярка — Умань.

## Відома особа
- Пронін Вадим Олександрович (1980—2014) — молодший сержант Збройних сил України, учасник російсько-української війни[4].